# Nes"ëgan
Il Nes"ëgan (in russo Несъёган?) è un fiume della Russia siberiana occidentale, affluente di destra della Synja (bacino idrografico dell'Ob'). Scorre nel Šuryškarskij rajon del Circondario autonomo Jamalo-Nenec.
Il fiume ha origine nella regione nord-occidentale del bassopiano della Siberia occidentale; scorre dapprima in direzione sud-orientale, poi prevalentemente nord-orientale e sfocia nella Synja a 89 km dalla foce. La lunghezza del fiume è di 163 km, il bacino imbrifero è di 2 700 km². Il maggior affluente è Muëgan (lungo 84 km) proveniente dalla sinistra idrografica.
Non ci sono insediamenti lungo il suo corso ad eccezione del villaggio di Ovgort che si trova alla foce.